# Костолиште
Костолиште (слч. Kostolište) насељено је мјесто са административним статусом сеоске општине (слч. obec) у округу Малацки, у Братиславском крају, Словачка Република.

## Становништво
| Година:    | 1994. | 2004.    | 2014.    | 2024.    |
| ---------- | ----- | -------- | -------- | -------- |
| Број људи: | 853   | 1034     | 1340     | 2344     |
| Разлика:   |       | +21,21 % | +29,59 % | +74,92 % |

| Година:    | 2023. | 2024.   |
| ---------- | ----- | ------- |
| Број људи: | 2259  | 2344    |
| Разлика:   |       | +3,76 % |

Према подацима о броју становника из 2024. године насеље је имало 2344 становника.